# Curoba
Curoba é um género de traça pertencente à família Arctiidae.